# آشاغی سیدلر
آشاغی سیدلر (به ترکی آذربایجانی: Aşağı Seyidlər) یک منطقه مسکونی در جمهوری آذربایجان است که در شهرستان زرداب واقع شده‌است. آشاغی سیدلر ۷۴۸ نفر جمعیت دارد.